# Wallaceodendron celebicum
Genre
Wallaceodendron celebicum est une espèce de plantes à fleurs dicotylédones de la famille des Fabaceae, sous-famille des Mimosoideae. C'est un arbre originaire d'Asie du Sud-Est.
C'est l'unique espèce acceptée du genre Wallaceodendron (genre monotypique).

## Étymologie
Le nom générique, « Wallaceodendron », est un hommage à Alfred Russel Wallace (1823–1913), explorateur et naturaliste anglais.